# Chemilly-sur-Yonne
Chemilly-sur-Yonne [ʃəmiji syʁ jɔn] est une commune française située dans le département de l'Yonne, en région Bourgogne-Franche-Comté.

## Géographie

### Situation
Chemilly est à 12 km au nord d'Auxerre (préfecture du département de l'Yonne), en rive droite de la rivière Yonne qui borde le nord-ouest de la commune sur environ 750 m (face à Chichery en rive gauche).
Le bourg est traversé (sens est-ouest) par la petite route départementale D 48 qui va de l'aérodrome Auxerre-Branches (8 km au sud-ouest) à Seignelay (3 km à l'est) ; et dans le sens nord-sud par la D 80 allant de Brienon-sur-Armançon (13 km au nord) vers Monéteau (5 km au sud).

### Hydrographie
Chemilly est marquée par l'Yonne, bien qu'il n'en soit riverain que sur 3/4 de kilomètre. La rivière a amené des dépôts de sable dont l'extraction a créé de nombreux plans d'eau sur le côté ouest de la commune. Ils sont particulièrement nombreux dans la pointe nord-ouest, là où la commune est limitrophe de l'Yonne. On trouve également plusieurs étangs dont l'un d'une quinzaine d'hectares, au lieu-dit le Canada à l'ouest ; et au sud-ouest un groupe d'étangs totalisant environ 22 hectares.
La limite ouest de la commune n'est éloignée que de 700 m au maximum de la « dérivation de Gurgy », un canal de 5 km de long qui permet aux bateaux d'éviter 9,2 km de méandres ; cette dérivation commence à 1,4 km au sud-ouest de la commune, en périphérie nord du village de Gurgy, et coule en ligne droite sur 4,9 km avant de rejoindre l'Yonne sur le territoire de Chemilly, immédiatement après sa sortie du territoire de Gurgy.
Le ru du Cul de la Bonde, venant de Seignelay à l'est, traverse la commune en passant au sud du bourg où il alimente les anciennes douves du château Barreau. Il passe ensuite sur Gurgy, y traverse la dérivation éponyme et rejoint l'Yonne 1 km après sa sortie du territoire de Chemilly.

### Climat
Pour des articles plus généraux, voir Climat de la Bourgogne-Franche-Comté et Climat de l'Yonne.
En 2010, le climat de la commune est de type climat océanique dégradé des plaines du Centre et du Nord, selon une étude du Centre national de la recherche scientifique s'appuyant sur une série de données couvrant la période 1971-2000. En 2020, Météo-France publie une typologie des climats de la France métropolitaine dans laquelle la commune est exposée à un climat océanique altéré et est dans la région climatique  Lorraine, plateau de Langres, Morvan, caractérisée par un hiver rude (1,5 °C), des vents modérés et des brouillards fréquents en automne et hiver. 
Pour la période 1971-2000, la température annuelle moyenne est de 10,7 °C, avec une amplitude thermique annuelle de 15,9 °C. Le cumul annuel moyen de précipitations est de 722 mm, avec 11,4 jours de précipitations en janvier et 7,8 jours en juillet. Pour la période 1991-2020, la température moyenne annuelle observée sur la station météorologique de Météo-France la plus proche, « Ligny-le-Châtel », sur la commune de Ligny-le-Châtel à 15 km à vol d'oiseau, est de 11,5 °C et le cumul annuel moyen de précipitations est de 772,9 mm. 
La température maximale relevée sur cette station est de 40,7 °C, atteinte le 7 août 2003 ; la température minimale est de −22 °C, atteinte le 16 janvier 1985,,. 
Les paramètres climatiques de la commune ont été estimés pour le milieu du siècle (2041-2070) selon différents scénarios d'émission de gaz à effet de serre à partir des nouvelles projections climatiques de référence DRIAS-2020. Ils sont consultables sur un site dédié publié par Météo-France en novembre 2022.

## Urbanisme

### Typologie
Au 1er janvier 2024, Chemilly-sur-Yonne est catégorisée commune rurale à habitat dispersé, selon la nouvelle grille communale de densité à sept niveaux définie par l'Insee en 2022.
Elle est située hors unité urbaine. Par ailleurs la commune fait partie de l'aire d'attraction d'Auxerre, dont elle est une commune de la couronne,. Cette aire, qui regroupe 104 communes, est catégorisée dans les aires de 50 000 à moins de 200 000 habitants,.

### Occupation des sols
L'occupation des sols de la commune, telle qu'elle ressort de la base de données européenne d’occupation biophysique des sols Corine Land Cover (CLC), est marquée par l'importance des territoires agricoles (56,2 % en 2018), en diminution par rapport à 1990 (59,7 %). La répartition détaillée en 2018 est la suivante : 
terres arables (56,2 %), eaux continentales (12,6 %), zones urbanisées (11,2 %), zones industrielles ou commerciales et réseaux de communication (11 %), forêts (9 %). L'évolution de l’occupation des sols de la commune et de ses infrastructures peut être observée sur les différentes représentations cartographiques du territoire : la carte de Cassini (XVIIIe siècle), la carte d'état-major (1820-1866) et les cartes ou photos aériennes de l'IGN pour la période actuelle (1950 à aujourd'hui).

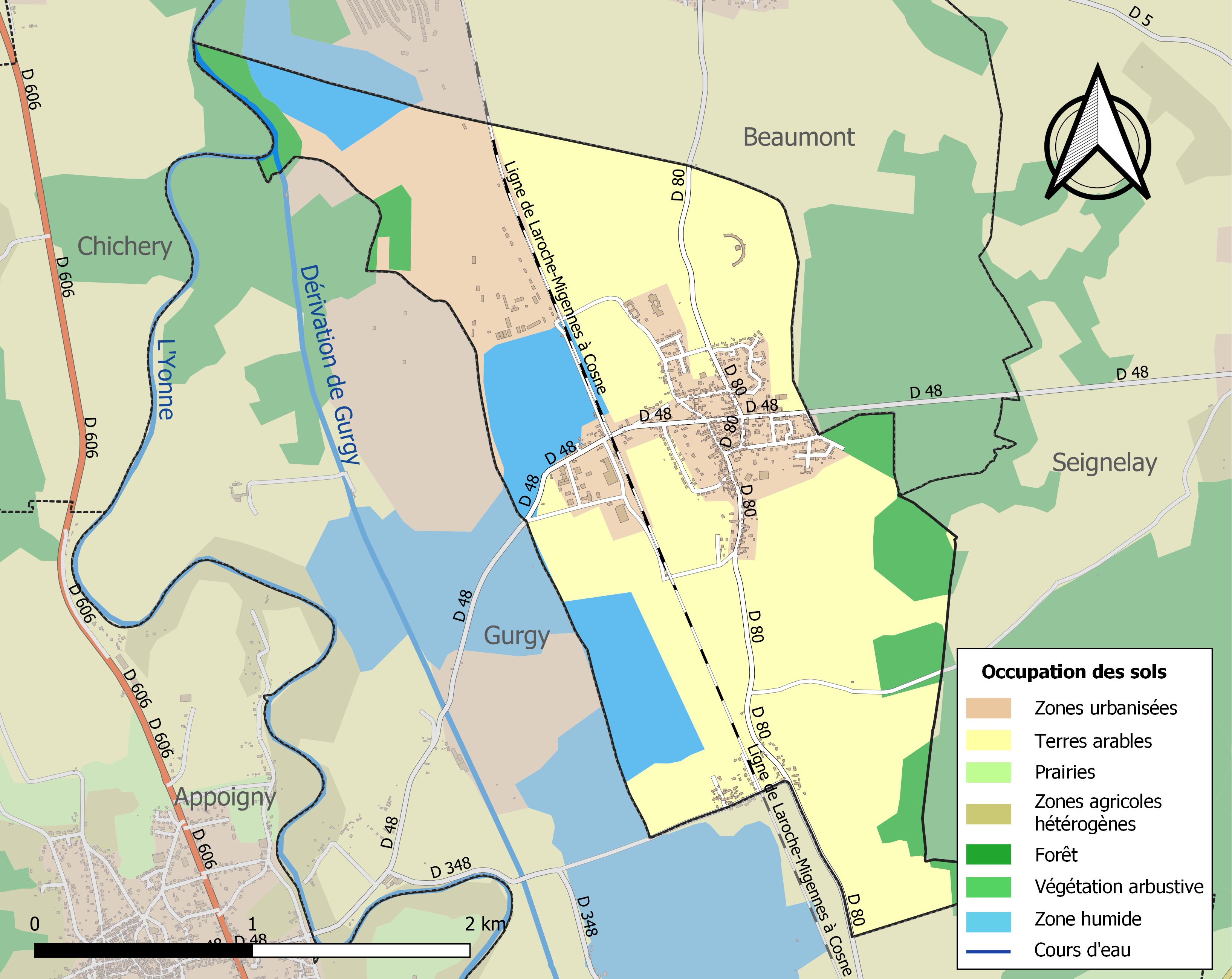
Carte des infrastructures et de l'occupation des sols de la commune en 2018 (CLC).

## Histoire

### XXesiècle
L'ancien camp militaire de Chemilly, bordé sur 1,5 km à l'ouest par le canal appelé « dérivation de Gurgy », est construit en 1917 par des prisonniers de guerre allemands pour stocker des munitions en arrière du front de guerre ; ainsi il est d'abord un Établissement de Réserves Générales de munitions (ERGMU). En 1920 des terrains sont réquisitionnés pour y construire en dur caserne, magasin et poudrière. En 1939 la main-d'œuvre en est augmentée, notamment par les Compagnies de Travailleurs Étrangers (CTE) - à l'époque essentiellement des réfugiés espagnols républicains ayant fui l’Espagne de Franco ; les munitions sont stockées dans les carrières de Palotte, réquisitionnées pour la circonstance. En 1979, le site devient l'Établissement du Matériel de Chemilly-sur-Yonne (ETAMAT), puis le 1er juillet 2000 le 8e RMAT (Régiment du MATériel). Le camp occupe environ 204 hectares, 209 ha ou 220 ha dont 64,8 ha sur Chemilly, 43,9 ha sur Beaumont et 96,2 ha sur Gurgy,. Il est dissous le 6 juin 2003.

La commune de Gurgy s'est montrée intéressée par le rachat du terrain, mais la dépollution du site (dont le sous-sol est potentiellement dangereux avec des engins explosifs peut-être encore enterrés) est à la charge de l'acheteur et a été estimée à plus de 8 M d'euros,. Deux projets se disputent pour la reprise du site des mains du ministère de la Défense : une ferme photovoltaïque sur tout le site, et une carrière d'extraction de sable opérée par des carriers qui à terme rempliraient d'eau les excavations et rendraient le site à la commune pour établir une base de loisirs avec plage et installations de loisirs nautiques. L'appel d'offre est lancé en juillet 2016. Le mardi 21 février 2017, la préfecture rend public le nom de l'acheteur : la société « Les Sablières de Gurgy » détenue par Eurovia, filiale de Vinci (granulats pour béton). Noter que le coût de la dépollution a diminué depuis l'estimation de 8 M d'euros, à la suite d'une nouvelle loi assouplissant les conditions de vente et à l'emploi prévu de nouvelles techniques.

## Économie
- Maison Marc, dernier producteur de cornichons français[18].

## Politique et administration
| Période | Période  | Identité                      | Étiquette | Qualité |
| ------- | -------- | ----------------------------- | --------- | --- |
| 1790    | 1791     | Jean Louis Bovis              |           | Curé de la paroisse |
| 1792    | 1795     | Jean Antoine REMOND           |           | Château La Motte, mort le 9 octobre 1805 en fonction de Président de l'assemblée communautaire du canton de Seignelay                       |
| 1803    | 1809     | François CORBAY               |           | demeurant au Domaine du Barrault - orthographié "Barreau" au cours du XIXe siècle                                                           |
| 1811    | 1813     | Martial François Defrance     |           | |
| 1816    | 1837     | Etienne FERRAND               |           | |
| 1837    | 1840     | Charles François Xavier DODUN |           | Marquis d'Herbault demeurant au Château La Motte - Représentant du canton de Seignelay au Conseil d'arrondissement d'Auxerre de 1840 à 1845 |
| 1840    | 1843     | Georges NAILLET               |           | |
| 1843    | 1849     | Mathieu GAILLARD              |           | |
| 1849    | 1852     | CHAVARD                       |           | |
| 1852    | 1860     | Charles François Xavier DODUN |           | Marquis d'Herbault demeurant au Château La Motte                                                                                            |
| 1860    | 1870     | Abel Joseph DORE              |           | |
| 1871    | 1871     | Jacques PILLIN                |           | maire provisoire |
| 1871    | 1877     | Alexandre BARBARA             |           | |
| 1877    | 1879     | Charles Auguste MATHIEU       |           | mort en fonction le 13 janvier 1879 |
| 1879    | 1881     | Claude Léonard GAILLARD       |           | |
| 1881    | 1884     | Léopold Ferdinand FERRAND     |           | |
| 1884    | 1888     | Antoine DESCHAMPS             |           | |
| 1888    | 1912     | Emile MATHIEU                 |           | |
| 1912    | 1919     | Georges NAILLET               |           | |
| 1919    | 1933     | Joseph NAILLET                |           | mort en fonction le 25 décembre 1933 |
| 1934    | 1959     | Clément GAILLARD              |           | Agriculteur |
| 1959    | 1977     | Fernand CHANTEREAU            |           | Agriculteur |
| 1977    | 1983     | Robert GALLON                 |           | Directeur d'école |
| 1983    | 1987     | Pierre WATTIEZ                | PS        | |
| 1987    | 1989     | Maurice GOUDET                |           | Conducteur de travaux |
| 1989    | 1993     | Robert GALLON                 |           | mort en fonction le 20 juillet 1993 |
| 1993    | 2008     | Étienne MASO                  |           | Devenu maire de Terrats en 2014, mort en fonction en 2018.                                                                                  |
| 2008    | 2020     | Martine DEBREUVE              | DVD       | Retraitée de la Fonction publique |
| 2020    | En cours | Didier MORLÉ                  |           | |

## Démographie
L'évolution du nombre d'habitants est connue à travers les recensements de la population effectués dans la commune depuis 1793. Pour les communes de moins de 10 000 habitants, une enquête de recensement portant sur toute la population est réalisée tous les cinq ans, les populations de référence des années intermédiaires étant quant à elles estimées par interpolation ou extrapolation. Pour la commune, le premier recensement exhaustif entrant dans le cadre du nouveau dispositif a été réalisé en 2005.

En 2022, la commune comptait 895 habitants, en évolution de −1,86 % par rapport à 2016 (Yonne : −1,95 %, France hors Mayotte : +2,11 %).
| 1793 | 1800 | 1806 | 1821 | 1831 | 1836 | 1841 | 1846 | 1851 |
| ---- | ---- | ---- | ---- | ---- | ---- | ---- | ---- | ---- |
| 306  | 357  | 409  | 403  | 408  | 455  | 436  | 520  | 525  |

| 1856 | 1861 | 1866 | 1872 | 1876 | 1881 | 1886 | 1891 | 1896 |
| ---- | ---- | ---- | ---- | ---- | ---- | ---- | ---- | ---- |
| 595  | 583  | 586  | 623  | 569  | 542  | 558  | 529  | 482  |

| 1901 | 1906 | 1911 | 1921 | 1926 | 1931 | 1936 | 1946 | 1954 |
| ---- | ---- | ---- | ---- | ---- | ---- | ---- | ---- | ---- |
| 464  | 463  | 449  | 559  | 714  | 676  | 659  | 507  | 609  |

| 1962 | 1968 | 1975 | 1982 | 1990 | 1999 | 2005 | 2006 | 2010 |
| ---- | ---- | ---- | ---- | ---- | ---- | ---- | ---- | ---- |
| 527  | 523  | 515  | 623  | 841  | 862  | 809  | 805  | 947  |

| 2015 | 2020 | 2022 | - | - | - | - | - | - |
| ---- | ---- | ---- | - | - | - | - | - | - |
| 923  | 904  | 895  | - | - | - | - | - | - |

## Monuments
- Église Saint-Georges.
- Lavoir du XIXe siècle.
- L'ancien camp militaire de Chemilly-sur-Yonne.

## Pour approfondir